# Cribrilaria pseudoradiata
Cribrilaria pseudoradiata är en mossdjursart som beskrevs av Harmelin och Aristegui 1988. Cribrilaria pseudoradiata ingår i släktet Cribrilaria och familjen Cribrilinidae. Utöver nominatformen finns också underarten C. p. canariensis.